# Lhotka u Přerova
Lhotka (deutsch Klein Lhotta) ist eine Gemeinde in Tschechien. Sie liegt sieben Kilometer nördlich von Přerov und gehört zum Okres Přerov.

## Geographie
Lhotka befindet sich in den südlichen Ausläufern der Oderberge in einer Hanglage rechtsseitig über dem Tal der Olešnice. Östlich erhebt sich der Sobíšký vrch (318 m) und im Süden der Žalkov (291 m). Der Ort ist nur über eine Straße aus dem Tal erreichbar.
Nachbarorte sind Penčičky und Penčice im Norden, Zábeštní Lhota im Nordosten, Sobíšky im Osten, Borošín und Čekyně im Südosten, Žeravice im Südwesten, Kokory und Čelechovice im Westen sowie Nelešovice im Nordwesten.

## Geschichte
Die Besiedlung des Dorfes erfolgte im 11. Jahrhundert. Das mährische Dorf war eine der zahlreichen nach dem Lhotensystem gegründeten Ortschaften, deren Siedler für einen bestimmten Zeitraum von den Abgaben und Diensten an die Obrigkeiten befreit waren. Als erster namentlich bekannter Besitzer des Dorfes ist aus dem 13. Jahrhundert Vikan von Majetín überliefert. Die erste urkundliche Erwähnung von Malá Lhota erfolgte im Jahre 1355. Der Ort wurde später als Lhotka Hřivínova bezeichnet und war eine kleine, aus sieben Häusern bestehende,  Ansiedlung.
Ab 1447 war das Dorf an die Herrschaft Čekyně angeschlossen. In jenem Jahre verkauften die vier Töchter des Diviš von Čekyně die Herrschaft mit den Dörfern Jurkov (Jurkova Lhota), Kokory, Lhotka Zábeštní (Zábeštní Lhota), Lhotka Hřivínova und dem Freihof Vinary an Jan Mukař von Kokor. Nach dessen Tode erbten die Brüder Vilém, Kuneš und Jan von Vrchlabí den Besitz. Das Geschlecht nannte sich nach dem bischöflichen Mannslehn Kurovice ab 1507 Kurovský von Vrchlabí.
Nachfolgend wechselten die Besitzer häufig. Der Name des Dorfes entwickelte sich über Hřivínova Lhota zu Malá Lhota. Nach dem Dreißigjährigen Krieg standen in dem Dorf nur noch fünf Häuser. Seit 1748 führt der Ort ein Siegel.
Nach der Aufhebung der Patrimonialherrschaften bildete Malá Lhota ab 1850 eine Gemeinde im Bezirk Kroměříž. 1880 erfolgte die Zuordnung zum Bezirk Přerov. Seit 1910 wird der Ort als Lhotka bezeichnet.
Im Jahre 1970 bestand Lhotka aus 22 Häusern, 1991 waren es 16.

## Gemeindegliederung
Für die Gemeinde Lhotka sind keine Ortsteile ausgewiesen.

## Sehenswürdigkeiten

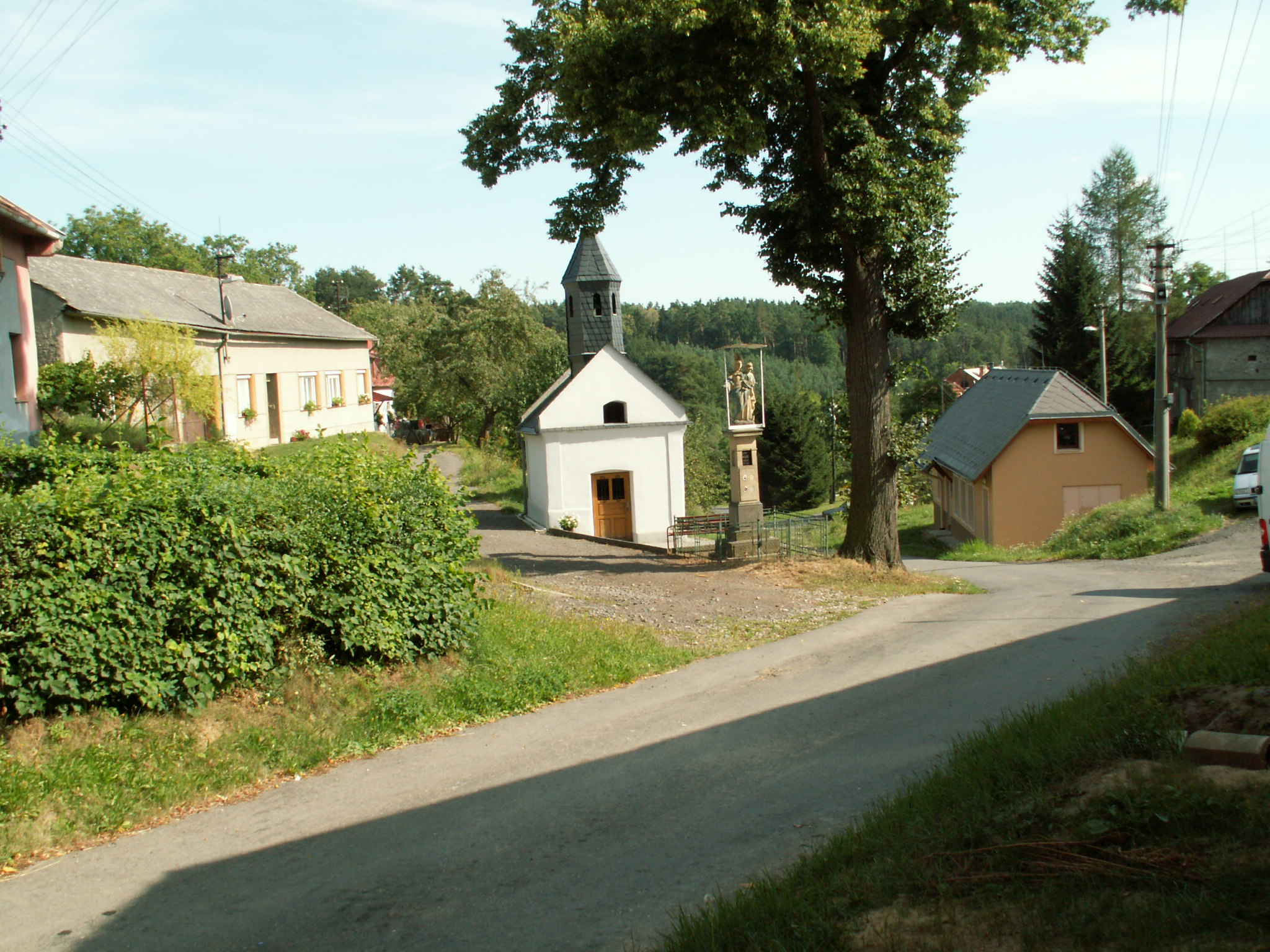
Lhotka

- Kapelle des Hl. Schutzengels am Dorfplatz
- Naturreservat Lhotka u Přerova, das 5 ha große Terrain am südlichen Gehänge zur Olešnice wurde 1951 ausgewiesen.